# Sondre (Maskottchen)
Sondre war das offizielle Maskottchen der Winter-Paralympics 1994 im norwegischen Lillehammer.

## Beschreibung
Sondre ist ein Troll, eine der typischen Figuren der nordischen Mythologie. Er hat rote Haare und trägt eine grüne Jacke sowie eine blaue Hose. Am linken Bein ist er über dem Knie amputiert. Mit dem rechten Bein fährt Sondre auf einem Ski. Sein Charakter wird als jugendlich und freundlich beschrieben.

## Entstehung
Die Figur des Trolls wurde durch einen Wettbewerb ermittelt, bei welchem alle norwegischen Schulen dazu aufgerufen wurden, Entwürfe für ein Maskottchen einzureichen. Der siegreiche Entwurf stammte von Janne Solem, umgesetzt wurde die Idee durch den Illustrator Tor Lindrupsen. In einem separaten Wettbewerb wurde ein Name für das Maskottchen gesucht. Hier gewann der Vorschlag Sondre, welcher eine Hommage an Sondre Norheim, den Pionier des modernen Skifahrens, darstellt.

## Sonstiges
Im Bestand des Norwegischen Olympischen Museums befinden sich eine offiziell lizenzierte Figur von Sondre sowie ein Sondre-Kostüm, bestehend aus Jacke, Hose mit angenähtem Schwanz, Handschuhen, einer Wollsocke, einem Lederschuh und dem dazugehörigen Ski. Das Inventar des Deutschen Sport & Olympia Museums beinhaltet ein von Tor Lindrupsen gestaltetes Plakat, welches Sondre bei einer Ski-Abfahrt im Wald zeigt, bei der er von einem Fuchs, einem Hasen und einem Vogel begleitet wird.